# Maurice Leenders
Maurice Gérard Hubert Leenders, född 9 mars 1833 i Venlo, död 1896 i Tournai, var en belgisk violinist och musikpedagog.
Leenders blev 1845 elev vid musikkonservatoriet i Bryssel, där han hade Lambert Meerts och Hubert Léonard som lärare. På sina konstresor besökte han Köpenhamn, där han vintern 1855–56 medverkade i flera konserter, särskilt i Musikforeningen. Efter sin hemkomst inriktade han sig på musikpedagogisk verksamhet och blev direktör för musikkonservatoriet i Tournai. Han komponerade en violinkonsert och mindre violin- och vokalverk. Han invaldes 1856 som ledamot av Kungliga Musikaliska Akademien i Stockholm.